# Steagul aromânilor
Deși aromânii din Balcani nu au revendicat un stat al lor național în regiunile în care sunt autohtoni și nu au avut configurații statale permanente de sine stătătoare de-a lungul timpului, ei au totuși simboluri naționale distincte, neoficiale, dar care le conferă o identitate proprie. Unii aromâni acordă acestor steaguri o mare însemnătate, în timp ce pentru alții sunt un joc sau chiar un motiv de autoderiziune.

Steagul tradițional "național" al aromânilor constă într-un dreptunghi (uneori pătrat) cu fond alb în care este inserat un cerc tip "rozetă" cu opt linii roșu-albastre care pornesc din centrul cercului, străpungând circumferința sa, și care se termină în mici cercuri tip "gămălie" în colțurile, respectiv la mijlocul laturilor dreptunghiului. Laturile dreptunghiului/pătratului sunt tivite cu roșu, respectiv albastru închis.

## Origini
Steagul, țesut de femeile aromâne, nu a avut niciodată vre-un caracter oficial, fiind în variantele lui (poziția culorilor și "gămăliilor")doar praporul unor mari familii din Macedonia, transmis prin tradiție, din generație în generație. Aceste flamuri nu erau arborate ca drapele naționale în locuri publice, ci portate ca mărci ale familiilor la botezuri și nunți. La pompele funebre, se arătau înfășurate și legate cu panglici negre.
Din puține detalii cunoscute privitoare la istoria concretă a steagurilor, se pare că cel cu cercul la mijloc a fost semnalizat pentru prima oară în jurul anilor 1860 printre aromânii "cipani" (denumiți și "țipani", "țopani" sau "Torvlahi") care populau un colț din nord-estul provinciei otomane Macedonia, teritoriu aflat azi sub jurisdicția Bulgariei. Această ramură a aromânilor, originară în ultimă instanță din regiunea muntelui Gramos, s-a aflat pentru o vreme sub protecția domnitorului român Alexandru Ioan Cuza, care i-a încurajat să-și arboreze simbolurile etnice proprii. Se pare că drapelul a fost înălțat ca atare în 1906 când, în urma emiterii iradelei sultanului otoman Abdul Hamid, aromânii au fost recunoscuți ca milet, constituind așa-numitul Ulah milet. Steagul a fost folosit și de delegația aromânilor din Grecia la Conferința de pace de la Paris în 1919 pentru a–și revendica drepturile culturale.

## Variante
Mai recent, în a doua jumătate a anilor 1990, o parte a aromânilor din diaspora a propus un nou steag aromân, constând în alăturarea oarecum artificială de simboluri considerate a fi relevante pentru presupusa origine a lor: steaua macedonienilor antici de la Vergina, uneori cu o cruce în colțul de stânga sus simbolizând religia lor creștin-ortodoxă, lupoaica romană, acvile bicefale și altele. Pe măsură ce ipoteza originii exclusive din macedonienii antici ai lui Filip și Alexandru cel Mare s-a răspândit printre unii aromâni, mai ales cei rezidând în mijlocul populaților slave majoritare în Balcani, simbolurile latinității sunt abandonate.

## Alte steaguri
Exceptând diferitele versiuni ale drapelelor aromâne sus menționate, a mai existat un steag aromân folosit oficial de efemerul Principatul Pindului, formațiune statală susținută de regimul mareșalului Antonescu, care a existat între 1941 și 1943 pe teritoriul Greciei ocupată de Italia fascistă. Drapelul avea crucea lui Sf. Andrei roșie pe fond verde, dar ulterior a apărut în seriile vexilologice un alt steag, care incorporează ca simboluri heraldice stema mică a României inclusiv culorile alb-negru ale dinastiei Hohezollern-Sigmaringen. El constă în cinci benzi suprapuse, trei dintre care sunt colorate în roșu-galben-albastru. Deși nici-un document anterior anului 1950 nu atestează acest drapel, și deși Revoluția din 1848 nu a avut manifestări în Imperiul Otoman, există legende potrivit cărora ar fi fost folosit pe teatrele de luptă din secolul XIX-lea în răzmerițe atunci ocazionate printre valahii aromâni de la sud de Dunăre: aceste legende se referă la lucrarea "Excursii în Rumelia și Morea" (Zürich, 1863, 2 Vol.) a principesei Dora D'Istria, deși pasajul cu așa-zișii combatanții valahi cu steaguri purtând acronimul SPQR (Senatus Populusque Romanus) nu figurează în lucrările acestei autoare.

Steagul tradiţional, modernizat
Steagul legendar cu menţiunea SPQR.